# 綠谷畝 (加利福尼亞州)
綠谷畝（英語：Green Valley Acres）是位於美國加利福尼亞州埃爾多拉多縣的一個非建制地區。該地的面積和人口皆未知。

## 地理
綠谷畝的座標為38°42′45″N 121°04′10″W / 38.71250°N 121.06944°W，而該地的平均海拔高度為207米（即679英尺）。